# تاتیانا یاروش
تاتیانا یاروش (انگلیسی: Tetiana Yarosh؛ زادهٔ ۱ سپتامبر ۱۹۸۴) ژیمناست، و ژیمناست هنری اهل اوکراین است.